# 大阪市立歌島中学校
大阪市立歌島中学校（おおさかしりつ うたじまちゅうがっこう）は、大阪府大阪市西淀川区にある公立中学校。
1947年に設立された。学校敷地は、旧大阪市立柏里小学校分校を転用している。

## 沿革
- 1947年4月 - 大阪市立西淀川第三中学校として、大阪市立野里小学校内に併設開校。
- 1947年 - 旧大阪市立柏里小学校分校校舎を中学校校舎として譲り受け、現在地に独立開校。
- 1949年 - 大阪市立歌島中学校に改称。

## 通学区域
- 大阪市立歌島小学校、大阪市立柏里小学校、大阪市立香簑小学校、大阪市立野里小学校、大阪市立御幣島小学校の通学区域。
  - 大阪市西淀川区 柏里1-3丁目、野里1-3丁目、花川1-2丁目、歌島1-4丁目、御幣島1-6丁目、竹島1-5丁目

## 交通
- 東海道本線（JR神戸線） 塚本駅から西へ約1000m
- JR東西線 御幣島駅 東へ約800m
- 大阪シティバス 92系統 北之町公園前バス停下車